# 高允斌
高允斌（1907年8月2日—1991年12月），名仲文，又名麗輝。四川省內江縣張家鄉人。民國38年（1949年）在重慶市選區遞補當選第一屆立法委員

## 生平[1][2][3][4][5]
- 1922年，入內江縣立中學
- 1924年，加入中國社會主義青年團
- 中國國民黨內江縣黨部委員
- 1926年，入武漢中央軍事政治學校政治科第五期，第六期畢業
- 1928年，入川軍鄧錫侯部第二十八軍第七混成旅鄺繼勛部任排長，該部後編為中國工農紅軍第三路軍
- 1930年回到內江，以教書、種田為生，1933年用紅油墨油印張貼自首宣言「高允斌的紅色反共宣言」
- 1935年，進江西中央軍校特訓班，中央訓練團黨政訓練班二十五期畢業
- 復興社重慶區社特支書記
- 三民主義青年團重慶支團幹事
- 重慶市參議會參議員
- 袍哥義字「四權公」公口執事
- 重慶《商務日報》社長、《青年嚮導》周刊社總經理、《勞工之友》三日刊社社長
- 1949年，遞補立法委員，1951年以第五會期未報到出席出缺註銷[6]
- 重慶市迎接解放籌備小組副組長，旋入重慶市工商聯工作
- 1951年4月被逮捕，1952年，被定為「歷史反革命」，1955年4月判處有期徒刑十年，1961年10月刑滿下放回原籍張家鄉農村
- 重慶市文史研究館館員
- 內江縣人大代表、縣政協常委
- 1986年回到重慶市，1991年12月？日在重慶病逝